# It Takes Two (computerspel)
It Takes Two is een co-op action-adventurespel ontwikkeld door Hazelight Studios. Het spel wordt uitgegeven door Electronic Arts en kwam op 26 maart 2021 uit voor PlayStation 4, PlayStation 5, Windows, Xbox One en Xbox Series. Op 4 november 2022 kwam het spel ook uit voor de Nintendo Switch.
It Takes Two is, net zoals de vorige spellen van regisseur Josef Fares, enkel speelbaar met twee spelers in een split screen co-op-modus — offline dan wel online. It Takes Two wordt uitgegeven onder het EA Originals-label, een project van Electronic Arts om onafhankelijke ontwikkelaars te ondersteunen.